# DNAマイクロアレイ
DNAマイクロアレイ（DNA microarray）はDNAチップ（DNA chip）とも呼ばれ、細胞内の遺伝子発現量を測定するために、多数のDNA断片をプラスチックやガラス等の基板上に高密度に配置した分析器具のこと。
あらかじめ塩基配列の明らかな1本鎖のDNAを多種、基板上に配置しておき、これに検体を反応させれば、検体のDNA配列と相補的な塩基配列の部分にのみ検体のDNA鎖が結合する。結合位置を蛍光や電流によって検出し、最初の配置から検体に含まれるDNA配列を知る事が出来る。検体の塩基配列が予測できる場合には、効率的にその配列が特定できる。

## 遺伝子配列の検出
「DNAマイクロアレイ」または「DNAチップ」は、数万から数十万に区切られたスライドガラス、またはシリコン基盤上にDNAの部分配列を高密度に配置し固定したものである。
この分析器具を用いれば、数万から数十万の遺伝子発現を一度に調べることが可能である。例えば、ヒトの遺伝子数は3万-4万といわれているが、これらのすべての遺伝子断片が1枚のガラス基板上に固定されており、このプローブと呼ばれる遺伝子断片と、ターゲットと呼ばれるヒトの細胞から抽出したメッセンジャーRNA（mRNA）を逆転写酵素で相補的DNA（cDNA）に変換したものとをハイブリダイゼーションすることによって、ヒト細胞内で発現している遺伝子情報を網羅的に検出することが可能である。
マウスの遺伝子断片を使った物も存在し、基礎研究や薬物試験（発がん性試験）等に用いられる。
近年では、CGH解析や転写因子解析などをDNAマイクロアレイで網羅的に解析する技術が開発され、遺伝子発現以外での利用が拡大している。

## 2つの方式
DNAマイクロアレイには開発主体と技術内容により、以下の2つの方式が存在する。
- アフィメトリクス社（Affymetrix）が開発したGeneChip
- スタンフォード大学のパトリック・O・ブラウン研究室が開発したcDNAマイクロアレイ（スタンフォード型）である。

### アフィメトリクスのGeneChip
GeneChipは数十万個のオリゴヌクレオチドプローブをフォトリソグラフィ技術と固相反応化学技術を使用して、基板上で20-25merのオリゴヌクレオチドを人工的に合成することにより作成される。このオリゴヌクレオチドは、あらかじめ遺伝子の特異的な塩基配列を特定するためにコンピュータを用いて位置や長さなどがデザインされている。
特に、特定遺伝子と完全に相補的になるようデザインされたプローブパーフェクトマッチ（PM）だけでなく、ミスマッチ（MM)と呼ばれる非特異的な塩基配列もプローブとして配置することによって、非特異的なクロスハイブリダイゼーションの定量値をシグナル値から減算できるのも大きな特徴である。
このマイクロアレイを利用する場合、1種類のサンプルからmRNAを抽出し、逆転写によって合成したcDNAをビオチン標識して、基板上のDNAとハイブリダイゼーションを行い、アフィメトリクス製の専用スキャナーで蛍光強度を読み取る。この蛍光色素に特有の波長を持つ光を照射し、発光量の割合を測定することで、mRNAの発現量を観測することができる。
アフィメトリクスではハイブリダイゼーション反応を行うオーブン、洗浄装置、スキャナー、制御用ソフトウェアが1つのシステムとして提供されている。

### スタンフォード型
スタンフォード型は、予め調製されたcDNA断片を数10μ-数100μの大きさで、スライドガラス上の決まった位置に定量的に、スポッターを用いて打ち付けることによって作成される。
スポット方法にはピン先端の固相への機械的な接触によるピン方式、インクジェットプリンターの原理を利用したインクジェット方式、スポッター内に加熱によって泡を生じさせ、その圧力を利用してサンプルを噴出させるバブルジェット方式、毛細管によるキャピラリー方式などがある。
近年は、cDNA断片を打ち付ける方式よりも、アフィメトリクス社の方法と同様にコンピュータ上で遺伝子の特異的な配列をデザインした25mer-60merのオリゴヌクレオチドを高密度に配置したタイプが主流となっている。代表的なものとして、米アジレント・テクノロジー（Agilent Technologies）の「DNAマイクロアレイ」、DNAチップ研究所の「AceGene」、タカラバイオの「IntelliGene」、台湾ファランクス・バイオテク・グループの「OneArray」などがある。
このマイクロアレイを利用する場合、2種類の異なるサンプルからmRNAを抽出し、逆転写によって合成したcDNAを、それぞれ異なる蛍光色素で標識することによってターゲットを調製する。蛍光色素は通常、Cy3（緑）、Cy5（赤）が利用されており、この2つの試料をガラス基板上で競合的にプローブとハイブリダイゼーションすることで、スキャナーで検出する。
また、GEヘルスケアバイオサイエンスの「CodeLink Bioarray」のように、ガラス基板の作成はスタンフォード型であるが、用意する試料は1種類で1色の蛍光色素を使って検出する方式もある。

## マスクレス光合成のDNAマイクロアレイ
ロシュ・ニンブルジェンが考案したin situのプローブ作成技術であるが、その最大の特徴はマスクレスでの光化学合成である。オリゴヌクレオチドをスライドグラス上で合成する際に、それまでの遮光マスクに代わり紫外線の照射／非照射（光感受性保護基の除去／非除去）をデジタルミラーデバイス上の78万個または420万個の微小な鏡で制御するため、個別作成のプローブアレイを短時間で低コストに作ることができる。また、光の乱反射など物理的な障害が発生せず、長鎖プローブの作成が可能である。2009年現在の日本国内では、ロシュ・ダイアグノスティックスがプローブ作成サービスを提供している。

## 産業

### 市場規模
世界のDNAマイクロアレイの産業は2008年の近年ではアフィメトリクス、アジレント・テクノロジー、イルミナの3社で80-90%のシェアを占めている。世界での産業規模は不明であるが、日本では2008年近辺の国内市場規模は60億円前後である。

### 研究用から医療用と食品検査用
2008年現在はDNAマイクロアレイの用途はほとんどが実験室内での研究用であるが、すでに2007年2月に米国食品医薬品局（FDA）ががんの転移再発の判定用キットの販売承認を与えるなど、医療用の市場が広がり始めている。今後は医療用だけでなく食品検査の用途でも新たな市場の広がりが期待されており、2桁や3桁といった急速な産業規模の拡大が見込まれている。

### 新規参入
日本に限れば今後の急速な市場拡大を見込んで、東芝、パナソニック、横河電機、東レといった企業がDNAマイクロアレイの製造に新規参入を準備している。特に巨大な総合電気メーカーの強みは、広範なマイクロエレクトロニクスとマイクロメカトロニクスの技術を遺伝子分析機器で活かせることである。例えば東芝は蛍光による結合検出に代わって2本鎖DNAにのみ結合する挿入剤分子を使うことで電気的に結合検出を行なう技術を既に開発し、装置サイズや処理時間を大幅に削減している。パナソニックも電流検出型での開発を進めている。横河電機は蛍光検出をXYステージではなく光学ビームを振ることで装置の簡素化を狙っている。東レは樹脂基板の形状に工夫を凝らすなど、得意な技術を活用することで少ないサンプルでも高感度で検出できるDNAマイクロアレイを開発している。オムロンと東レはDNAではなく、たんぱく質の分析で使えるチップを開発している。